# Nicolaus Petri Turdinus
Nicolaus Petri Turdinus, död 1629 i Bygdeå socken, var en svensk präst och riksdagsman.
Släktnamnet är härlett från det latinska namnet för trast, vilken återfinns i Bygdeå landskommuns vapen.

## Biografi
Nicolaus Petri Turdinus nämns första gången 1591, då han med titeln kaplan får frihet på sitt hemman i Gullmark. Han var en av undertecknarna av beslutet från Uppsala möte, då han benämns pastor. Han var fullmäktig vid Söderköpings riksdag.
Hans barn kallade sig Trast. En dotter Catharina var gift med Erik Gabrielsson Emporagrius morbror, dottern Brita med Andreas Nicolai Bothniensis och dottern Anna var gift med överste Per Olofsson Bottnekarls son Olof Kuuth vars mor var syster till Petrus Kenicius.